# Farra d'Alpago
Farra d'Alpago é uma comuna italiana da região do Vêneto, província de Belluno, com cerca de 2.703 habitantes. Estende-se por uma área de 41 km², tendo uma densidade populacional de 66 hab/km². Faz fronteira com Belluno, Fregona (TV), Ponte nelle Alpi, Puos d'Alpago, Tambre, Vittorio Veneto (TV).

## Demografia
| Variação demográfica do município entre 1861 e 2011                               |
|                                                                                   |
| Fonte: Istituto Nazionale di Statistica (ISTAT) - Elaboração gráfica da Wikipedia |